# オオハンゲ
オオハンゲ Pinellia tripartita はサトイモ科の植物の1つ。カラスビシャクを一回り大きくしたような姿をしている。

## 特徴
地下に球茎を持つ多年生の草本。球茎は径3cm程度の偏球形で、その上側から根を出す。葉は1-4個あり、葉柄は長さ30cmほどで、カラスビシャクとは違ってムカゴをつけない。また葉柄の基部には古い葉柄の下部が繊維状に残る。葉身は3つに深く裂け、個々の裂片は長さ8-20cn、広卵形から狭卵形で先端は短く小さく突き出して尖っている。なお、時として3小葉に完全に裂けることがある。また側小葉の基部、葉柄側は円く張りだしているため、葉身全体として見るとその基部は心形になっている。
花期は6-8月で、花茎は高さ20-50cmにまで伸びて、葉と同程度か、その上に伸び出す。苞は緑色か紫を帯び、長さ6-10cm。舷部卵形で先端は鈍く尖る。その内面には小さな突起を密生し、外側は滑らかになっている。花序はその下部2-4cmが雌花部になっており、背面で苞と癒合し、そのやや上部に雄花部がある。雄花部の下は長さ1mmほどの柄になっている。そこから先に伸びる付属体は鞭状に伸びて直立し、長さ15-25cmに達する。果実は淡い緑色で、外側に柔らかい層があり、水に浮くことが出来る。果実の形は卵形。
和名は大半夏の意で、半夏に似て植物体全体が大きいことによる。また半夏はカラスビシャクの漢名で、ハンゲはこれの字音を採ったものである。

## 分布と生育環境

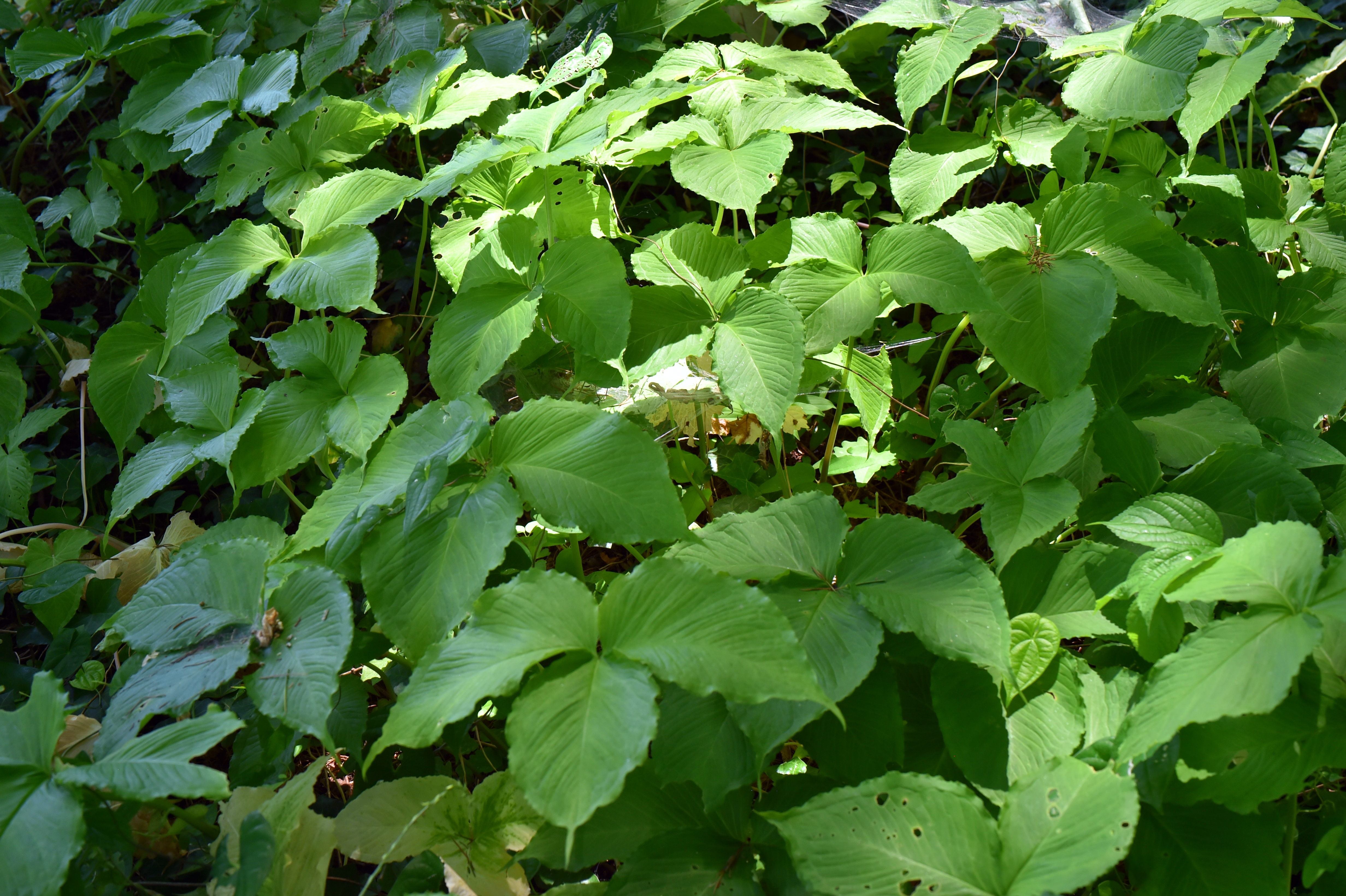
林床に群生するオオハンゲ

本州中部から琉球列島に産する。琉球では沖縄本島以北で知られる。
山地の森林内の、やや湿ったところに生育する。石灰岩地に多く出現するが、それ以外の地にも見られる。

## 分類
形態的にはテンナンショウ属に似ているが、花序の下部が苞と合着している点で別属とされる。同属のものでは日本には他にカラスビシャク P. ternata があり、こちらは畑の雑草としてごく普通に見られる。本種はこの種よりやや大きく、また葉が完全に3小葉に分かれないこと、葉柄にムカゴを生じないことなどで区別される。

## 保護の状況
環境省のレッドリストには取り上げられておらず、沖縄県と山陰、北関東などの県で指定を受けている。分布域の端であるためのようである。
特に利用はないが、山野草として栽培される例はある。斑入り品も流通している。